# Frank Bunker Gilbreth
Frank Bunker Gilbreth (7 Tháng 7 năm 1868 - 14 tháng 6 năm 1924) là một người theo trường phái khoa học quản trị và là người tiên phong cho các nghiên cứu về thời gian và động tác, và có lẽ được biết đến nhiều nhất như là tác giả và nhân vật trung tâm trong cuốn sách Cheaper by the Dozen. Cả ông và vợ - Lillian Moller Gilbreth - đều là kỹ sư công nghiệp và là chuyên gia về nâng cao hiệu suất công việc, họ đã đóng góp rất nhiều cho ngành kỹ thuật công nghiệp với nghiên cứu về thời gian và các nhân tố con người.